# Исмаил-заде, Ариф Джафар оглы
Ариф Джафар оглы Исмаил-заде  (азерб. Arif Cəfər oğlu İsmayıl-zadə; 1937—2020) — советский и азербайджанский учёный-геолог, доктор геолого-минералогических наук, профессор, действительный член Академии наук Азербайджана (2007; член-корреспондент с 2001). Академик-секретарь Отделения наук о Земле и член Президиума Национальной академии наук Азербайджана (2007—2013). Заслуженный геолог Азербайджана (1991) и Заслуженный деятель науки Азербайджана (2008).

## Биография
Родился 14 августа 1937 года в городе Баку, Азербайджанская ССР.
С 1954 по 1959 год обучался на геологическом факультете Азербайджанского индустриального института, который окончил с отличием. С 1962 по 1965 год обучался в аспирантуре Института геологии АН АзССР, был учеником академика  Ш. А. Азизбекова.
С 1959 года на научно-исследовательской работе в Институте геологии и геофизики АН АзССР — НАН Азербайджана в должностях: лаборант, с 1965 по 1978 год — младший и старший научный сотрудник научно-исследовательской лаборатории петрологии, с 1978 по 1982 год — руководитель лаборатории петромагнетизма, с 1982 по 1998 год — руководитель лаборатории глубинных магматических процессов, с 1998 года — руководитель секции петрологии и металлогении.
С 2007 по 2013 год — академик-секретарь Отделения наук о Земле и член Президиума Академии наук Азербайджана. Одновременно с научной занимался и педагогической работой в Бакинском государственном университете в качестве профессора кафедры полезных ископаемых геологического факультета.

### Научно-педагогическая деятельность и вклад в науку
Основная научно-педагогическая деятельность А. Д. Исмаил-заде была связана с вопросами в области геодинамики, петрологии, металлогении и геологии, в том числе региональной, занимался исследованиями развития щёлочно-базальтоидного комплекса в области изучения геологии Горного Талыша, изучал коллизионный период Малого Кавказа и формирование в его восточной и северо-восточной части рудно-магматических систем и гибридизма в проявлении мезозойского магматизма. 
А. Д. Исмаил-заде занимался составлением серии масштабных геологических карт, в том числе таких как: «Геологическая карта Азербайджана на геодинамической основе» и «Тектоническая карта Азербайджана» масштаба — 1:1000000, «Карта магматизма и метаморфизма Талыша» масштаба — 1:200000 и «Геологическая карта Азербайджана» масштаба — 1:500000. 
А. Д. Исмаил-заде являлся — исполнительным секретарём Национального комитета геологов Азербайджана, экспертом Высшей аттестационной комиссии Азербайджана, членом Учёного совета Института геологии АН Азербайджана, являлся — членом редакционной коллегии научных журналов «Труды Института геологии» и «Известия НАН Азербайджана»
В 1968 году защитил кандидатскую диссертацию по теме его работы «Нижне- и среднеэоценовый вулканизм Талыша и связь его с тектоникой», в 1991 году после защиты диссертации ему была присвоена учёная степень доктор геолого-минералогических наук по теме: «Эволюция кайнозойского базитового вулканизма Малого Кавказа». В 1991 году Высшей аттестационной комиссией СССР ему было присвоено учёное звание профессор. В 2001 году избран член-корреспондентом, а в 2007 году был избран — действительным членом Академии наук Азербайджана. А. Д. Исмаил-заде было написано более двухсот научных работ, в том числе пяти монографий.

## Награды
- Орден «Шохрат» (14 декабря 2005 года) — за заслуги в развитии азербайджанской науки[4].
- Заслуженный деятель науки Азербайджана (18 марта 2008 года) — за заслуги в развитии науки в Азербайджане[5][1][2].
- Заслуженный геолог Азербайджана (7 июня 1991 года) — за многолетнюю плодотворную работу и большую помощь в развитии геологической науки[6].